# Jules Artières
Jules Artières (1864 - 1961) était un spéléologue français.

## Biographie
Jules Artières est né le 16 décembre 1864 à Millau (Aveyron) ; il est décédé le 8 avril 1961 dans la même ville.
En 1886, avec Jean Maury, il acheta l'imprimerie Pigelet qui éditait le journal Le Messager de Millau : ce fut le début d'une solide collaboration et d'une belle carrière.
Édouard-Alfred Martel avait proclamé à propos de son ami millavois : « Je l'estime au-dessus de tous! ».
Louis Balsan, quant à lui, tenait à préciser ceci : « Une des plus grandes joies de ma vie est d'avoir eu des amitiés comme celle d'un Martel, d'un Paul Arnal, d'un Jules Artières ».

## Activités spéléologiques
Paradoxalement, il semble que Jules Artières n'ait jamais véritablement pratiqué une spéléologie de terrain. Cependant, son apport à la spéléologie est important. Il fut l'ami de E.-A. Martel et fut l'imprimeur de très nombreux ouvrages relatifs aux Grands Causses. 
Son érudition avait séduit Martel et sa valeur l'avait fait élire Vice-président honoraire de la très puissante Société des lettres, arts et sciences de l'Aveyron qui fut si chère à Louis Balsan.
Avec Jean Maury, ensemble ou séparément, ils produisirent bien des écrits de Martel :
- Millau capitale des Causses
- Canyons et cavernes
- Gorges du Tarn (1926)
- Les Causses majeurs (1936)

## Distinctions
Jules Artières a obtenu, sur proposition de Martel, la médaille du Club cévenol en 1932 pour son œuvre d'historiographe régional, et parce qu'il contribua à diffuser les écrits du fondateur de la spéléologie française et instigateur du tourisme dans les Causses.

## Sources et références
- « Les grandes figures disparues de la spéléologie française », Spelunca (Spécial Centenaire de la Spéléologie), no 31,‎ juillet-septembre 1988, p. 18-19
- Delanghe Damien, Médailles et distinctions honorifiques (document PDF), in : Les Cahiers du CDS no 12, mai 2001.
- Association des anciens responsables de la fédération française de spéléologie : In Memoriam.